# Берцо Иифериоре
Бѐрцо Инферио̀ре (на италиански: Berzo Inferiore, на източноломбардски: Bèrs, Берс) е село и община в Северна Италия, провинция Бреша, регион Ломбардия. Разположено е на 356 m надморска височина. Населението на общината е 2455 души (към 2013 г.).